# Чемпионат мира по плаванию на короткой воде 1999
Чемпионат мира по плаванию на короткой воде 1999 — четвёртый чемпионат мира по плаванию в 25-метровом бассейне. Прошел с 1 по 4 апреля 1999 года в Гонконге.

## Таблица медалей
| Место | Страна         | Gold | Silver | Bronze | Всего |
| ----- | -------------- | ---- | ------ | ------ | ----- |
| 1     | Австралия      | 9    | 11     | 7      | 27    |
| 2     | Япония         | 6    | 2      | 1      | 9     |
| 3     | Великобритания | 4    | 5      | 4      | 13    |
| 4     | Швеция         | 4    | 4      | 3      | 11    |
| 5     | США            | 3    | 1      | 0      | 4     |
| 6     | Словакия       | 3    | 0      | 0      | 3     |
| 7     | Нидерланды     | 2    | 3      | 5      | 10    |
| 8     | Украина        | 2    | 1      | 1      | 4     |
| 9     | Куба           | 2    | 0      | 0      | 2     |
| 10    | Китай          | 1    | 3      | 2      | 6     |
| 11    | Германия       | 1    | 1      | 0      | 2     |
| 12    | Россия         | 1    | 0      | 3      | 4     |
| 13    | Дания          | 1    | 0      | 2      | 3     |
| 14    | Финляндия      | 1    | 0      | 0      | 1     |
| 15    | Канада         | 0    | 3      | 5      | 8     |
| 16    | ЮАР            | 0    | 3      | 0      | 3     |
| 17    | Польша         | 0    | 1      | 2      | 3     |
| 18    | Италия         | 0    | 1      | 1      | 2     |
| 19    | Аргентина      | 0    | 1      | 0      | 1     |
| 20    | Швейцария      | 0    | 0      | 2      | 2     |
| 20    | Испания        | 0    | 0      | 2      | 2     |
| Итого | Итого          | 40   | 40     | 40     | 120   |

## Мужчины

### 50 м в/с
| Место  | Спортсмен    | Страна         | Время |
| ------ | ------------ | -------------- | ----- |
| Gold   | Марк Фостер  | Великобритания | 21.81 |
| Silver | Хосе Меоланс | Аргентина      | 21.84 |
| Bronze | Марк Веенс   | Нидерланды     | 21.88 |

### 100 м в/с
| Место  | Спортсмен         | Страна    | Время |
| ------ | ----------------- | --------- | ----- |
| Gold   | Ларс Фроландер    | Швеция    | 47.05 |
| Silver | Майкл Клим        | Австралия | 47.49 |
| Bronze | Бартош Кизеровски | Польша    | 47.75 |

### 200 м в/с
| Место  | Спортсмен               | Страна     | Время      |
| ------ | ----------------------- | ---------- | ---------- |
| Gold   | Иан Торп                | Австралия  | 1:43.28 WR |
| Silver | Майкл Клим              | Австралия  | 1:43.78    |
| Bronze | Питер ван ден Хугенбанд | Нидерланды | 1:43.78    |

### 400 м в/с
| Место  | Спортсмен             | Страна    | Время      |
| ------ | --------------------- | --------- | ---------- |
| Gold   | Грант Хаккетт         | Австралия | 3:35.01 WR |
| Silver | Иан Торп              | Австралия | 3:35.64    |
| Bronze | Массимилиано Росолино | Италия    | 3:42.81    |

### 1500 м в/с
| Место  | Спортсмен         | Страна         | Время    |
| ------ | ----------------- | -------------- | -------- |
| Gold   | Грант Хаккетт     | Австралия      | 14:32.87 |
| Silver | Грэм Смит         | Великобритания | 14:45.41 |
| Bronze | Даниель Ковальски | Австралия      | 14:51.44 |

### 50 м спина
| Место  | Спортсмен        | Страна    | Время |
| ------ | ---------------- | --------- | ----- |
| Gold   | Родольфо Фалькон | Куба      | 24.34 |
| Silver | Мариуш Сиембида  | Польша    | 24.41 |
| Bronze | Мэтт Уэлш        | Австралия | 24.70 |

### 100 м спина
| Место  | Спортсмен        | Страна    | Время |
| ------ | ---------------- | --------- | ----- |
| Gold   | Родольфо Фалькон | Куба      | 52.44 |
| Silver | Мэтт Уэлш        | Австралия | 52.45 |
| Bronze | Мариуш Сиембида  | Польша    | 53.27 |

### 200 м спина
| Место  | Спортсмен       | Страна    | Время   |
| ------ | --------------- | --------- | ------- |
| Gold   | Джош Уотсон     | Австралия | 1:54.67 |
| Silver | Марк Версефелд  | Канада    | 1:55.42 |
| Bronze | Сергей Остапчук | Россия    | 1:55.61 |

### 50 м брасс
| Место  | Спортсмен         | Страна    | Время |
| ------ | ----------------- | --------- | ----- |
| Gold   | Дмитрий Краевский | Украина   | 27.40 |
| Silver | Патрик Исакссон   | Швеция    | 27.57 |
| Bronze | Ремо Лютолф       | Швейцария | 27.59 |

### 100 м брасс
| Место  | Спортсмен           | Страна | Время |
| ------ | ------------------- | ------ | ----- |
| Gold   | Патрик Исакссон     | Швеция | 59.69 |
| Silver | Доменико Фиораванти | Италия | 59.88 |
| Bronze | Морган Кнэйб        | Канада | 59.93 |

### 200 м брасс
| Место  | Спортсмен          | Страна    | Время   |
| ------ | ------------------ | --------- | ------- |
| Gold   | Фил Роджерс        | Австралия | 2:08.72 |
| Silver | Райан Митчелл      | Австралия | 2:08.73 |
| Bronze | Дмитрий Коморников | Россия    | 2.09.18 |

### 50 м баттерфляй
| Место  | Спортсмен    | Страна         | Время |
| ------ | ------------ | -------------- | ----- |
| Gold   | Марк Фостер  | Великобритания | 23.61 |
| Silver | Чжан Цян     | Китай          | 23.87 |
| Bronze | Йорис Кейзер | Нидерланды     | 23.96 |

### 100 м баттерфляй
| Место  | Спортсмен      | Страна         | Время |
| ------ | -------------- | -------------- | ----- |
| Gold   | Ларс Фроландер | Швеция         | 51.45 |
| Silver | Майкл Клим     | Австралия      | 51.56 |
| Bronze | Джеймс Хиккман | Великобритания | 51.60 |

### 200 м баттерфляй
| Место  | Спортсмен       | Страна         | Время   |
| ------ | --------------- | -------------- | ------- |
| Gold   | Джеймс Хиккман  | Великобритания | 1:52.71 |
| Silver | Такаси Ямамото  | Япония         | 1:54.68 |
| Bronze | Денис Силантьев | Украина        | 1:55.41 |

### 100 м комплекс
| Место  | Спортсмен     | Страна    | Время |
| ------ | ------------- | --------- | ----- |
| Gold   | Яни Сиевинен  | Финляндия | 54.18 |
| Silver | Мэттью Данн   | Австралия | 54.77 |
| Bronze | Якоб Андерсен | Дания     | 55.05 |

### 200 м комплекс
| Место  | Спортсмен      | Страна         | Время   |
| ------ | -------------- | -------------- | ------- |
| Gold   | Мэттью Данн    | Австралия      | 1:55.81 |
| Silver | Джеймс Хиккман | Великобритания | 1:56.51 |
| Bronze | Марсель Воуда  | Нидерланды     | 1:58.63 |

### 400 м комплекс
| Место  | Спортсмен      | Страна     | Время   |
| ------ | -------------- | ---------- | ------- |
| Gold   | Мэттью Данн    | Австралия  | 4:06.05 |
| Silver | Марсель Воуда  | Нидерланды | 4:09.29 |
| Bronze | Фредерик Хвиид | Испания    | 4:10.92 |

### Эстафета 4х100 м в/с
| Место  | Спортсмены                                                    | Страна     | Время      |
| ------ | ------------------------------------------------------------- | ---------- | ---------- |
| Gold   | Крис Фидлер Тодд Персон Иан Торп Майкл Клим                   | Австралия  | 3:11.21    |
| Silver | Марк Веенс Йохан Кенхус Марсель Воуда Питер ван ден Хугенбанд | Нидерланды | 3:11.57 ER |
| Bronze | Дан Линстрем Ларс Фроландер Маттиас Олин Даниель Карлссон     | Швеция     | 3:12.69    |

### Эстафета 4х200 м в/с
| Место  | Спортсмены                                                         | Страна         | Время      |
| ------ | ------------------------------------------------------------------ | -------------- | ---------- |
| Gold   | Питер ван ден Хугенбанд Йохан Кенхус Мартийн Зуйдвег Марсель Воуда | Нидерланды     | 7:04.48 ER |
| Silver | Гэвин Мидоус Сион Бринн Пол Палмер Эдвард Синклэр                  | Великобритания | 7:07.20    |
| Bronze | Марк Джонстон Брайан Джонс Рик Сэй Янник Лупиен                    | Канада         | 7:08.02    |

### Эстафета 4х100 м комбинированная
| Место  | Спортсмены                                                   | Страна         | Время      |
| ------ | ------------------------------------------------------------ | -------------- | ---------- |
| Gold   | Мэтт Уэлш Фил Роджерс Майкл Клим Крис Фидлер                 | Австралия      | 3:29.88 WR |
| Silver | Маттиас Олин Патрик Исакссон Даниель Карлссон Ларс Фроландер | Швеция         | 3:30.32 ER |
| Bronze | Нейл Уайлли Даррен Мью Джеймс Хиккман Сион Бринн             | Великобритания | 3:32.25    |

## Женщины

### 50 м в/с
| Место  | Спортсмен      | Страна         | Время    |
| ------ | -------------- | -------------- | -------- |
| Gold   | Инге де Брюин  | Нидерланды     | 24.35 ER |
| Silver | Дженни Томпсон | США            | 24.57    |
| Bronze | Элисон Шеппард | Великобритания | 24.97    |

### 100 м в/с
| Место  | Спортсмен      | Страна         | Время |
| ------ | -------------- | -------------- | ----- |
| Gold   | Дженни Томпсон | США            | 53.24 |
| Silver | Сандра Фолькер | Германия       | 53.76 |
| Bronze | Сью Рольф      | Великобритания | 53.78 |

### 200 м в/с
| Место  | Спортсмен         | Страна   | Время   |
| ------ | ----------------- | -------- | ------- |
| Gold   | Мартина Моравцова | Словакия | 1:56.11 |
| Silver | Цинь Цайни        | Китай    | 1:57.26 |
| Bronze | Жозефин Лилльхаге | Швеция   | 1:57.46 |

### 400 м в/с
| Место  | Спортсмен        | Страна | Время   |
| ------ | ---------------- | ------ | ------- |
| Gold   | Надежда Чемезова | Россия | 4:05.23 |
| Silver | Цинь Цайни       | Китай  | 4:06.34 |
| Bronze | Джоанн Малар     | Канада | 4:06.83 |

### 800 м в/с
| Место  | Спортсмен        | Страна    | Время   |
| ------ | ---------------- | --------- | ------- |
| Gold   | Чэнь Хуа         | Китай     | 8:20.13 |
| Silver | Рейчел Харрис    | Австралия | 8:23.36 |
| Bronze | Флавия Ригамонти | Швейцария | 8:26.38 |

### 50 м спина
| Место  | Спортсмен       | Страна    | Время |
| ------ | --------------- | --------- | ----- |
| Gold   | Сандра Фёлькер  | Германия  | 27.63 |
| Silver | Маи Накамура    | Япония    | 27.73 |
| Bronze | Келли Макмиллан | Австралия | 28.29 |

### 100 м спина
| Место  | Спортсмен        | Страна | Время   |
| ------ | ---------------- | ------ | ------- |
| Gold   | Маи Накамура     | Япония | 58.67   |
| Silver | Келли Стефанишин | Канада | 1:00.43 |
| Bronze | Эрин Гаммел      | Канада | 1:00.49 |

### 200 м спина
| Место  | Спортсмен        | Страна         | Время   |
| ------ | ---------------- | -------------- | ------- |
| Gold   | Маи Накамура     | Япония         | 2:06.49 |
| Silver | Хелен Дон-Дункан | Великобритания | 2:08.18 |
| Bronze | Келли Стефанишин | Канада         | 2:09.51 |

### 50 м брасс
| Место  | Спортсмен     | Страна | Время |
| ------ | ------------- | ------ | ----- |
| Gold   | Масами Танака | Япония | 30.80 |
| Silver | Пенни Хейнс   | ЮАР    | 30.88 |
| Bronze | Хань Сюэ      | Китай  | 31.24 |

### 100 м брасс
| Место  | Спортсмен     | Страна    | Время   |
| ------ | ------------- | --------- | ------- |
| Gold   | Масами Танака | Япония    | 1:06.38 |
| Silver | Пенни Хейнс   | ЮАР       | 1:06.47 |
| Bronze | Саманта Райли | Австралия | 1:07.50 |

### 200 м брасс
| Место  | Спортсмен     | Страна | Время      |
| ------ | ------------- | ------ | ---------- |
| Gold   | Масами Танака | Япония | 2:20.22 WR |
| Silver | Пенни Хейнс   | ЮАР    | 2:24.27    |
| Bronze | Ци Хуэй       | Китай  | 2:25.65    |

### 50 м баттерфляй
| Место  | Спортсмен             | Страна     | Время |
| ------ | --------------------- | ---------- | ----- |
| Gold   | Дженни Томпсон        | США        | 26.18 |
| Silver | Анна-Карин Каммерлинг | Швеция     | 26.21 |
| Bronze | Инге де Брюин         | Нидерланды | 26.41 |

### 100 м баттерфляй
| Место  | Спортсмен      | Страна | Время |
| ------ | -------------- | ------ | ----- |
| Gold   | Дженни Томпсон | США    | 57.65 |
| Silver | Юханна Шёберг  | Швеция | 57.74 |
| Bronze | Аяри Аояма     | Япония | 58.29 |

### 200 м баттерфляй
| Место  | Спортсмен     | Страна    | Время      |
| ------ | ------------- | --------- | ---------- |
| Gold   | Метте Якобсен | Дания     | 2:06.52 ER |
| Silver | Петриа Томас  | Австралия | 2:06.53    |
| Bronze | София Скоу    | Дания     | 2:08.29    |

### 100 м комплекс
| Место  | Спортсмен         | Страна    | Время      |
| ------ | ----------------- | --------- | ---------- |
| Gold   | Мартина Моравцова | Словакия  | 1:00.20 ER |
| Silver | Лори Мунц         | Австралия | 1:01.40    |
| Bronze | Оксана Веревка    | Россия    | 1:01.55    |

### 200 м комплекс
| Место  | Спортсмен         | Страна    | Время      |
| ------ | ----------------- | --------- | ---------- |
| Gold   | Мартина Моравцова | Словакия  | 2:08.55 ER |
| Silver | Яна Клочкова      | Украина   | 2:10.67    |
| Bronze | Лори Мунц         | Австралия | 2:11.48    |

### 400 м комплекс
| Место  | Спортсмен      | Страна  | Время   |
| ------ | -------------- | ------- | ------- |
| Gold   | Яна Клочкова   | Украина | 4:32.32 |
| Silver | Джоанн Малар   | Канада  | 4:34.90 |
| Bronze | Лурдес Бекерра | Испания | 4:38.44 |

### Эстафета 4х100 м в/с
| Место  | Спортсмены                                                    | Страна         | Время   |
| ------ | ------------------------------------------------------------- | -------------- | ------- |
| Gold   | Элисон Шеппард Клэр Худдарт Карен Пиккеринг Сью Рольф         | Великобритания | 3:36.88 |
| Silver | Тамар Хеннекен Вильма ван Хофвеген Шанталь Грот Инге де Брюин | Нидерланды     | 3:39.40 |
| Bronze | Лори Мунц Ребекка Криди Мелани Додд Сара Райан                | Австралия      | 3:39.82 |

### Эстафета 4х200 м в/с
| Место  | Спортсмены                                                   | Страна         | Время      |
| ------ | ------------------------------------------------------------ | -------------- | ---------- |
| Gold   | Жозефин Лилльхаге Луиза Йонкке Юханна Шёберг Малин Сванстром | Швеция         | 7:51.70 WR |
| Silver | Клэр Худдарт Карен Легг Николь Джексон Карен Пиккеринг       | Великобритания | 7:53.98    |
| Bronze | Лори Мунц Ясинта ван Линт Ребекка Криди Джиаан Руни          | Австралия      | 7:55.81    |

### Эстафета 4х100 м комбинированная
| Место  | Спортсмены                                                 | Страна    | Время      |
| ------ | ---------------------------------------------------------- | --------- | ---------- |
| Gold   | Маи Накамура Масами Танака Аяри Аояма Сумика Минамото      | Япония    | 3:57.62 WR |
| Silver | Джианн Руни Саманта Райли Петриа Томас Лори Мунц           | Австралия | 4:00.37    |
| Bronze | Тереза Альсхаммар Мария Остлинг Юханна Шёберг Луиза Йонкке | Швеция    | 4:00.84 ER |

## Сокращения
- WR — рекорд мира
- CR — рекорд чемпионатов мира
- ЕR — рекорд Европы